# Tipula anomalina
Tipula anomalina är en tvåvingeart som beskrevs av Alexander 1979. Tipula anomalina ingår i släktet Tipula och familjen storharkrankar.
Artens utbredningsområde är Ecuador. Inga underarter finns listade i Catalogue of Life.